# Kvitrafn
Einar "Kvitrafn" Selvik (ur. 18 listopada 1979 w Bergen) – norweski muzyk, kompozytor i multiinstrumentalista. Selvik znany jest przede wszystkim z występów w blackmetalowej grupie Gorgoroth, w której pełnił funkcję perkusisty. Muzyk współpracował ponadto z takimi zespołami jak: Dead to This World, Jotunspor, Sigfader, Bak De Syv Fjell, Det Hedenske Folk  i Sahg. Jest również założycielem nordycko-etnicznego, szamańskiego projektu Wardruna. Jest właścicielem studia nagraniowego Fimbulljod. Kvitrafn sam wykonuje instrumenty etniczne używane w nagraniach Wardruna, produkuje również amulety, naszyjniki i runy.

## Dyskografia
- Gorgoroth – Twilight of the Idols (In Conspiracy with Satan) (2003, Nuclear Blast)[6]
- Sahg – I (2006, Regain Records)[7]
- Jotunspor – Gleipnirs Smeder (2006, Satanas Rex)[8]
- Dead To This World – First Strike For Spiritual Renewance (2008, Iron Pegasus Records)[9]
- Gorgoroth – Black Mass Krakow 2004 (2008, Metal Mind Productions)[10]
- Solefald – Norrønasongen. Kosmopolis Nord (2014, Indie Recordings)[11]
- Enslaved – In Times (2015, Nuclear Blast)[12]
- Trevor Morris – „Vikings” (Season Three) Original Soundtrack (2015, Sony Classical)[13]
- Faun – Midgard (2016, We Love Music)[14]
- Ivar Bjørnson & Einar Selvik's Skuggsjá – Skuggsjá (A Piece For Mind & Mirror) (2016, Season of Mist)[15]
- Hugsjá – Ivar Bjørnson & Einar Selvik (2018)[16]

## Teledyski
- Ivar Bjørnson & Einar Selvik's Skuggsjá – „Skuggsjá” (2016, reżyseria: David Hall)[17]

## Filmografia
- „Wikingowie” (jako Shaman, 2015, serial telewizyjny)[18]